# Rubbiano (Montefiorino)
Rubbiano (Arbiän in dialetto frignanese) è una frazione del comune italiano di Montefiorino, nella provincia di Modena, in Emilia-Romagna.
Situato sull'Appennino Modenese, confina con i paesi di Montefiorino, Vitriola, Gusciola e con il comune di Toano.

## Geografia fisica
Rubbiano è situato ai piedi di Montefiorino e raggiunge il fiume Dolo, avvicinandosi alla provincia di Reggio nell'Emilia.
Il paese non si sviluppa in modo concentrato, attorno ad una piazza o ad una chiesa per esempio, bensì è composto da alcune borgate sparse per il territorio: possiamo quindi citare La Stada, Saletto, Chiosca, Corzago, La Rampata, Albero, Bellaria, Berlino, La Tana, Ca' d'i Boc, La Vigna, La Pieve.
Ciononostante, si considera la piazza la zona che c'è all'incrocio tra la strada comunale per Rubbiano e Chiosca, in località Corzago.

## Monumenti e luoghi d'interesse
Il paese è conosciuto per la pieve romanica, risalente all'alto Medioevo. È intitolata alla Beata Vergine Assunta. Accando ad essa sorgono la Canonica Vecchia (quattrocentesca), la Canonica Nuova (ottocentesca) e io campanile. Sul sagrato della pieve si svolgono le feste principali di Rubbiano come la festa del perdono e la festa dell'aratura.
A causa del sistema di riscaldamento, durante l'inverno, la messa si svolge nell'oratorio Beata Vergine delle Grazie.